# Northrop Snark SM-62

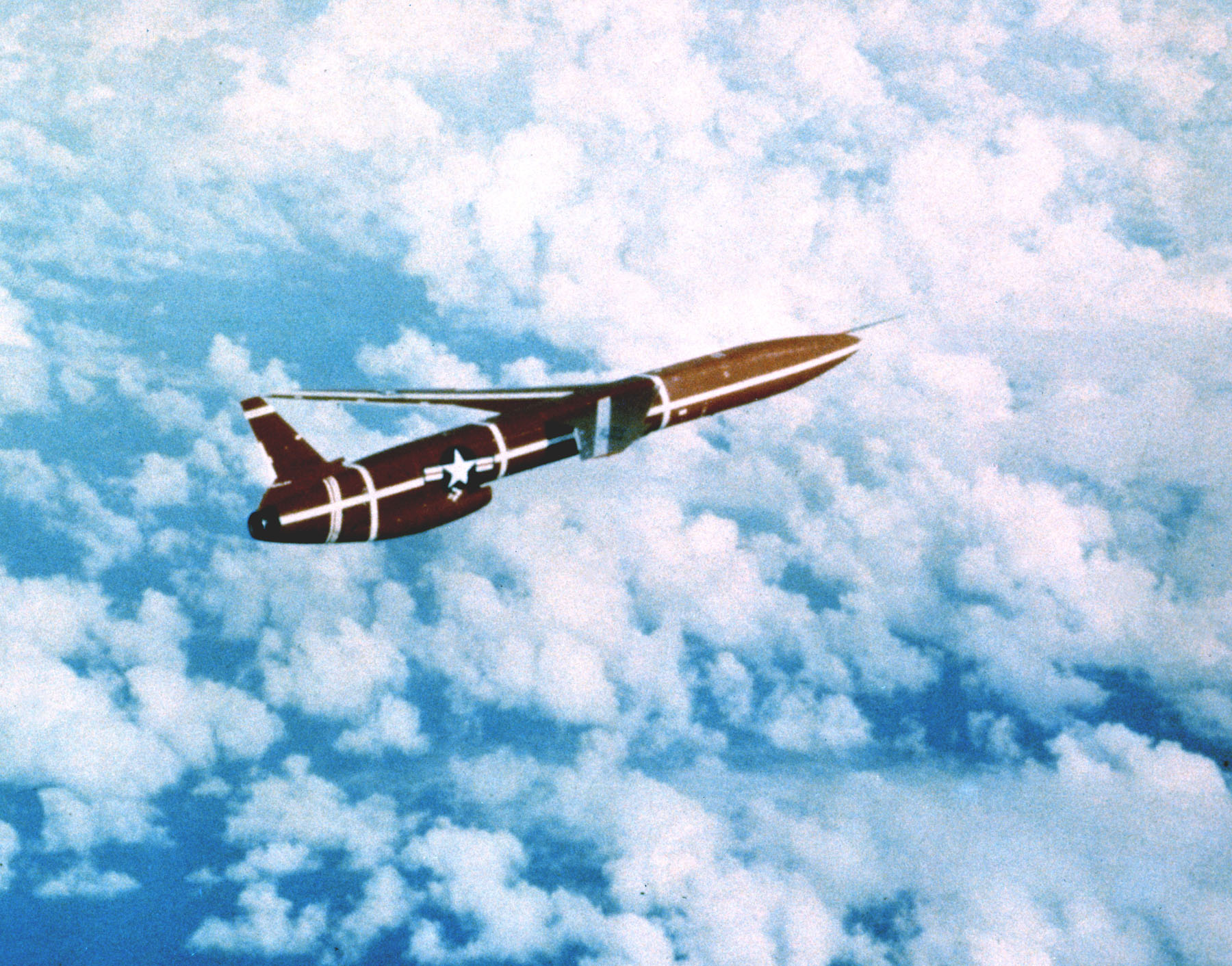
SM-62 Snark in de vlucht.

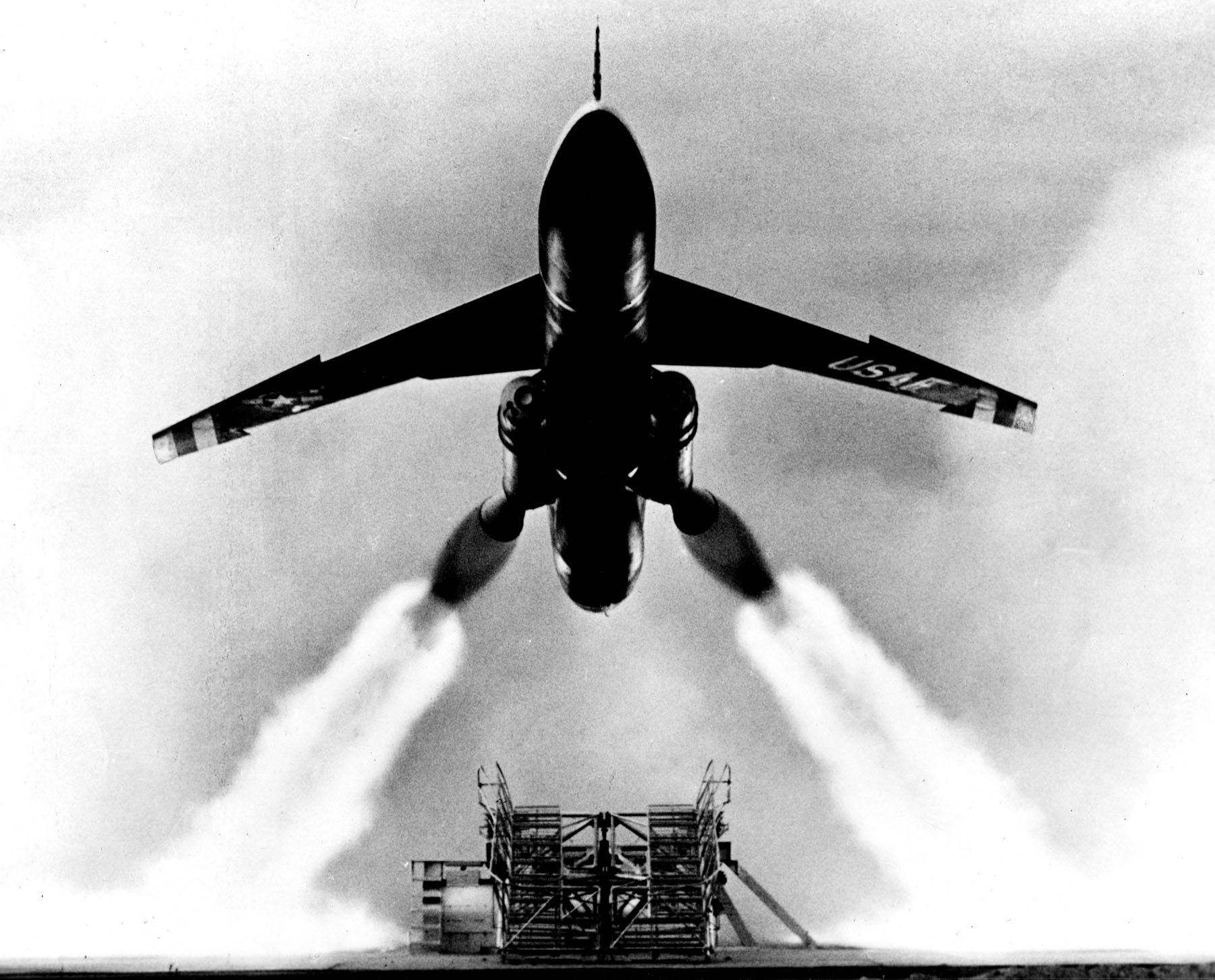
Bij de lancering leverden de vastebrandstof hulpraketten het meeste stuwkracht.

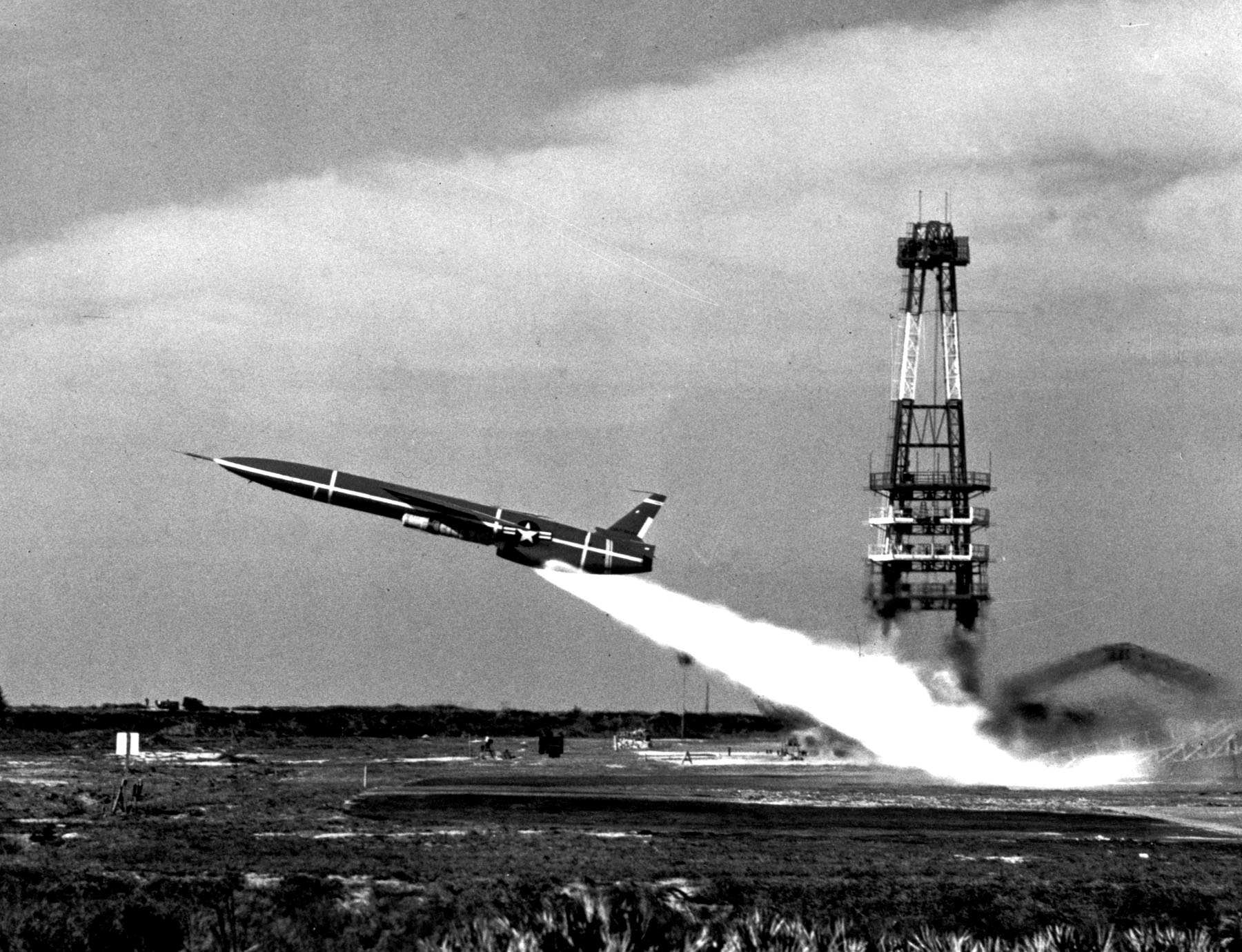
Als ze het kruisvluchtwapen op snelheid brachten.

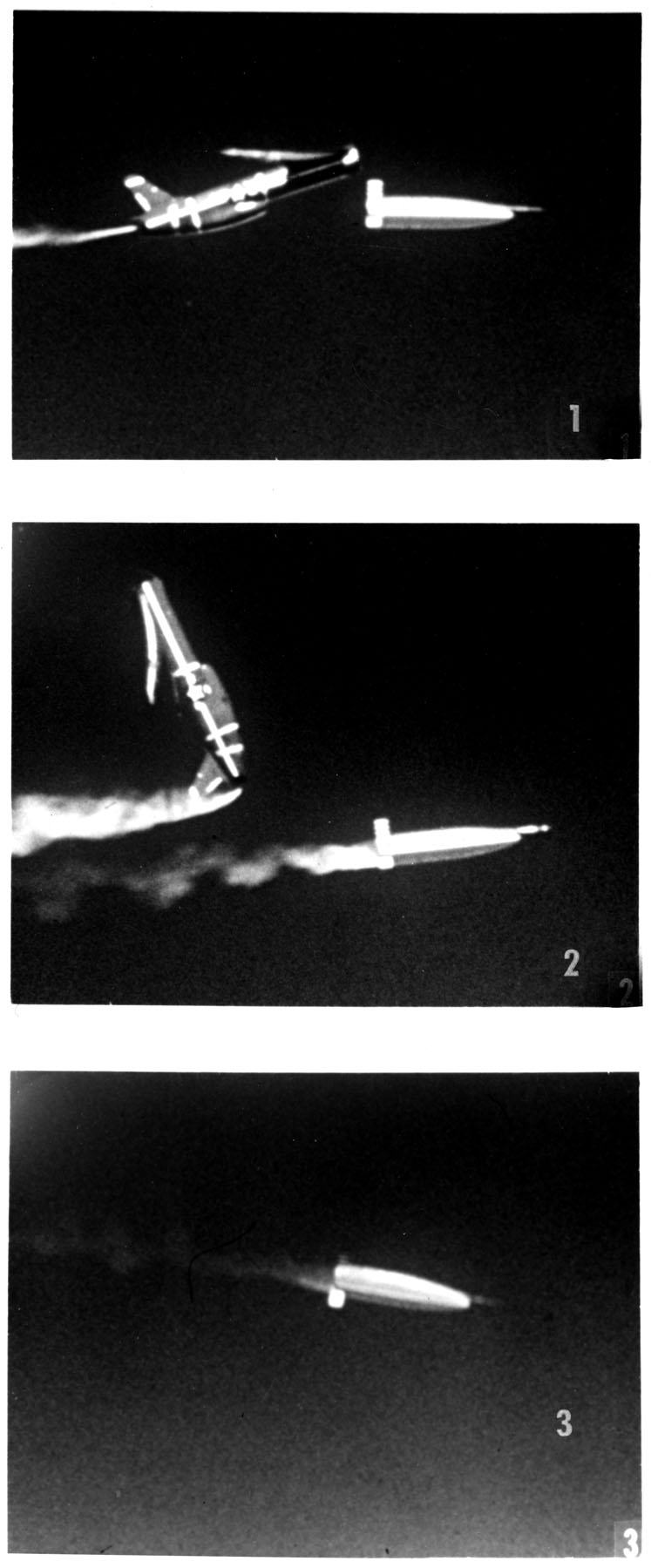
Separatiecyclus 50 zeemijl voor het doel. De kernkop gaat verder naar het inslagpunt.

De Northrop SM-62 Snark was het enige operationele intercontinentale kruisvluchtwapen (Intercontinentale Cruise Missile of ICM) van de United States Air Force; het deed dienst van 1959 tot 1961.

## Algemeen
Bij de lancering had de Snark meer dan 1350 kN stuwkracht. Dit was meer dan dat van een Atlas-raket. Dit duurde totdat de vastebrandstof hulpraketten na enkele seconden werden afgeworpen.
Met de Snark houdt de USAF het record voor de meest kortstondige operationele inzet. In 1957 maakte de raket zijn eerste testlancering en in 1959 werd de eerste en enige Snark Missile Wing (702nd SMW) en het 556 Strategic Missile Squadron geactiveerd. De eerste Snark werd in maart 1960 operationeel. SAC verklaarde 702nd SMW in februari 1961 geheel operationeel maar een maand later maakte president John F. Kennedy al de uitfasering van het systeem bekend en beval SAC de opheffing van 702nd SMW.
De ontmanteling van de Snark en de sluiting van de luchtmachtbasis van Presque Isle gingen snel. Binnen enkele maanden waren alle kruisvluchtwapens gedeactiveerd en waren brandstof, boosters, motoren en de kernkoppen verwijderd. De technici verwijderden de kernkop, het gyrokompas en delen van de ontsteking. De kernkop en kompassen gingen de opslag in en de rest ging naar de sloop. De kruisvluchtwapens zelf werden door vorkheftrucks geplet en als schroot verkocht. 702nd SMW werd in juni 1961 opgeheven; het terrein van de basis werd kort daarna aan de stad teruggegeven.

## Technische gegevens
| Northrop SurfaceMissile-62 Snark | Bijzonderheden                                            |
| -------------------------------- | --------------------------------------------------------- |
| Lengte                           | 21 m                                                      |
| spanwijdte                       | 12,9 m                                                    |
| Hoogte                           | 4,5 m                                                     |
| Massa                            | 22.500 kg, booster 5.150 kg                               |
| Motor                            | Pratt & Whitney J57-P17 turbojet                          |
| Brandstof                        | 2x vastebrandstof hulpraket, JP-4 vloeibarebrandstofmotor |
| Totaal afgeleverd                | 150 stuks                                                 |
| Maximumsnelheid                  | mach 0,9 op 15.000 m                                      |
| Bereik                           | 9650 km                                                   |
| Lading                           | W-39 waterstofbom, 4 megaton TNT-equivalent               |

## Geschiedenis
In het begin werd de Snark op mobiele affuiten gelegd die over een groot gebied moesten worden verspreid. Daarbij werden ze tevens vaak verplaatst. De USAF was – gedwongen door de onkosten, de veiligheidsmaatregelen en de noodzaak om het systeem zo snel mogelijk operationeel te hebben – om deze wapens op vaste plaatsen onder te brengen en in 1957 werd daarom Presque Isle, Maine als locatie voor de 702nd Strategic Missile Wing (ICM-Snark) aangewezen.
Onder het Air Defense Command (ADC) waren hier van 1951 -1957 luchtverdedigingsjagers gestationeerd. Door de overschakeling op kruisvluchtwapens werd de basis nieuw ingericht.
De nieuwe Missile Area omvatte zes grote metalen hangars circa van 150 x 30 meter, elk met twee lanceeropstellingen per gebouw. Omdat de USAF nooit van plan was geweest de Snark op vaste plaatsen te installeren moesten hangars die oorspronkelijk voor de North American Navaho SM-64 raket waren ontworpen, worden aangepast.
Tevens bevatte de Missile Area een testgebouw voor raketmotoren, een gebouw waar onderhoud en controles aan de springkop werd verricht, een gebouw waarin de raket en het geleidingssysteem werden onderhouden en diverse kleine gebouwen. Deze zijn nog steeds intact en goed zichtbaar via Google Earth.
In elke hangar stonden vijf kruisvluchtwapens achter elkaar op hun lanceertrailers. De lanceerploeg zat op een soort balkon van waaruit ze alles konden overzien. Aan het eerste kruisvluchtwapen was het sleepvoertuig al bevestigd; die stond op een alarmstatus van 15 minuten. Het tweede kruisvluchtwapen stond op 30 minuten alarmstatus en het derde op 180 minuten status. Kruisvluchtwapens 4 en 5 waren in verschillende fasen van onderhoud; het vierde moest binnen drie dagen gelanceerd kunnen worden en het vijfde binnen vijf dagen. Na een bepaalde tijd werd het eerste kruisvluchtwapen uit alarmstatus gehaald en naar positie 5 versleept. Zo ontstond een doorschuifsysteem waarbij alle kruisvluchtwapens de totale alarmstatus doorliepen.
De Snark kon niet vanuit het gebouw worden gelanceerd. Eerst moesten de alternator van de trekker worden gestart, daarna moesten de deuren worden geopend, er moest van spanning worden gewisseld van het gebouw naar de generator, de kabels van het gebouw naar het kruisvluchtwapen moesten losgemaakt worden, het kruisvluchtwapen moest naar de lanceeropstelling worden gesleept en daar aan de lanceerkabels worden gekoppeld, daarna moest hij worden gestart en gelanceerd. Dit moest binnen 15 minuten gedaan worden en was moeilijk voor de lanceerploeg.

## De lanceringsopleiding
De lanceerdersfunctie bij de Snark bestond uit het afstellen van het wapen en de besturing en het monteren van de kernkop op het kruisvluchtwapen. De training bestond uit 30 dagen cursus op Lowry AFB, Colorado voor het afstellen van wapen en sturingseenheid gevolgd door een 60 dagen durende lanceertraining op Cape Canaveral, Florida. De cursus voor de montage van de springkop op de raket werd na aankomst op Presque Isle AFB doorlopen.
Het afstellen van wapen en besturing en het monteren en doorverbinden van de kernkop op het kruisvluchtwapen werd verricht aan het begin van de aftelcyclus op 180 minuten voor de lancering. Dit nam circa 15 minuten in beslag. Bij een gemiddelde cursusdag van 6 uur konden dus twee complete countdowns per dag worden getraind. Helaas moest er zoveel tussentijds onderhoud worden gepleegd dat de eerste countdown bijna altijd zes uur duurde tot de raket op 15 minuten-status was gekomen. Dat betekende dus dat de lanceerders de rest van de tijd niets anders te doen hadden dan de kernkop te ontkoppelen als de countdown gereed was. De volgende groep kon hem dan weer verbinden. Meestal werd de tijd gedood met het kijken naar andere lanceringen.
Een deel van de training op Cape Canaveral bestond uit het lanceren van een trainingswapen. Bij deze lancering werkte uit zuinigheidsoogpunt echter altijd maar een vastebrandstof hulpraket in plaats van twee; dit gaf de Snark genoeg stuwkracht om van de trailer af te komen. Als de booster na enkele seconden was uitgebrand had de Snark net genoeg snelheid om door te vliegen. Het resultaat was altijd een grote brand op het strand en personeel dat niet onder de indruk was van de prestaties van het wapen.
Het systeem om de Snark op scherp te zetten bestond uit een gyrokompas afkomstig uit een gewoon vliegtuig, twee sets tijdklokken, barometers, nabijheidsbuizen, batterijen etc. en zat bij de kernkop in de neus van de raket en was redelijk goed beveiligd. Tijdens de vlucht werden de cruciale onderdelen tweemaal automatisch door het geleidingssysteem gecontroleerd; als een van de onderdelen niet goed werkte werd de kernkop niet op scherp gezet. Bij onderhoud had de technicus toegang tot deze componenten door een luik in de neussectie. Hij moest dit werk staande op een steiger uitvoeren en met zijn lichaam half in het kruisvluchtwapen. Dit maakte de “2 man rule” erg moeilijk; de tweede man kon zo immers nooit zien waar de eerste mee bezig was (instellen van de tijdklokken, bevestigen van de bekabeling). Hij kon het werk alleen achteraf controleren.
De W39-kernkop was een aangepaste Mk39 waterstofbom waarvan de  vin en neussectie waren verwijderd. Hij werd met een speciaal gekruist frame vastgezet in het kruisvluchtwapen. Over het einde van de kernkop werd een afdekking geschoven waarin de elektrische bekabeling was verwerkt. Met een enkele veer werd het achterstuk vervolgens aan het kruisvluchtwapen vastgekoppeld. Het onderhoud aan de kernkop bleef beperkt tot het goudkleurig spuiten van het lichaam en de elektrische controles met de T-304C-meetapparatuur.
De kernkop werd achterstevoren in de raket gemonteerd; de montage op het kruisvluchtwapen was een karwei dat in de hangar door vier of vijf man werd uitgevoerd. Hierbij werd een elektrisch aangedreven hydraulische trailer gebruikt; tijdens het laden van de kernkop in het kruisvluchtwapen stond aan elke zijde van de trailer een technicus die keek of de kernkop tijdens het transport nergens tegenaan botste en die aan zijn kant de montagewerkzaamheden verrichtte als de kernkop eenmaal op zijn plek zat. Daarna werd de bevestiging gezekerd, de trailer weggereden en werd de kernkop afgedekt met twee grote luiken. Aansluiting van de elektrische bekabeling aan de kernkop vond pas plaats vlak voor de lancering.
Vanuit technisch standpunt bekeken was de Snark onderhoudsvriendelijk en redelijk betrouwbaar. Het enige probleem waren de gyrokompassen. Hiervoor waren gewone gyro’s uit vliegtuigen gebruikt die berekend waren op gemiddeld 10-12 uur werking (de duur van een lange vlucht) en niet op 4-6 weken achtereen (de duur van een Snark-alarmstatus). Na twee of drie alarmstatussen ontstond zo’n speling op de houders van de gyro’s dat de hele voorkant van de Snark 20 centimeter omhoog en omlaag bewoog. Als dit gebeurde werd het kruisvluchtwapen uit alarmstatus gehaald en moest het kompas worden vervangen.
De veiligheidsprocedures schreven voor dat de elektrische verbinding naar de kernkop bij ieder technisch probleem meteen verbroken moest worden. Dat betekende het afkoppelen van de bekabeling van de kernkop op een bewegend kruisvluchtwapen met een redelijke kans op een losspringend gyrokompas. Daarna een wachttijd van 4 uur tot de gyro uitgedraaid was en het veilig was om hem te vervangen. Om alles extra ingewikkeld te maken was de lanceerofficier altijd tot spoed aan het manen omdat hij het wapen weer zo snel mogelijk terug op alarmstatus wilde hebben. Meestal kwam hij snel tot rust als hij de herinnering kreeg dat er aan een waterstofbom van 4 megaton TNT-equivalent werd gesleuteld.

## Operationele dienst
De lanceerders werkten in een ploegensysteem waarbij te allen tijde minimaal twee man per kruisvluchtwapen dienstdeden. De dagdienst duurde 8 uur en nachtdienst 16 uur. De twee mannen van de nachtdienst mochten slapen in de hangars maar moesten binnen 5 minuten na een alarmering in actie komen. Dat betekende dus gekleed slapen want binnen vijf minuten moesten ze wakker worden, de truck starten (in de winter eerst de sneeuw verwijderen) en naar de lanceersectie rijden die ongeveer een kilometer verder lag.